# دومینیک راینهارت
دومینیک راینهارت (انگلیسی: Dominik Reinhardt؛ زادهٔ ۱۹ دسامبر ۱۹۸۴) بازیکن فوتبال اهل آلمان است.
از باشگاه‌هایی که در آن بازی کرده‌است می‌توان به باشگاه فوتبال نورنبرگ و باشگاه فوتبال آگسبورگ اشاره کرد.
وی همچنین در تیم‌های ملی فوتبال زیر ۲۰ سال آلمان و زیر ۲۱ سال آلمان بازی کرده‌است.